# Джумпа Лахірі
Джумпа Лахірі (англ. Jhumpa Lahiri Vourvoulias; нар. 11 липня 1967, Лондон) — літературний псевдонім американської письменниці бенгальського походження Ніланьяни Судесна (Nilanjana Sudeshna).

## Життєпис
Ніланджана Судешна Лахірі Ворвуліас народилася 1967 року в Англії. Переїхала з батьками, вихідцями з Індії, до США. Навчалася в Барнард-коледжі в Нью-Йорку, в університеті Бостона.

## Творчість та визнання
Її дебютний збірник оповідань «Тлумач недуг» (1999) отримав кілька премій, включаючи Пулітцерівську — за художню книгу. Роман «Тезка», що побачив світ 2003 року, утримувався кілька тижнів у списку бестселерів газети «Нью-Йорк Таймс», екранізований в 2006 році Мірою Наїр. Книгу оповідань «Незвичний світ» (2008) також високо оцінили читачі.
Проза Лахірі переведена на бенгалі, а також німецькою, нідерландською, французькою, італійською, іспанською, португальською, румунською, польською, болгарською, російською мовами. З 2005 року Джумпа Лахірі — віце-президент Американського ПЕН-центру. З лютого 2010 року входить до Комітету з мистецтва та гуманітарних наук при Президенті США. Роман Лахірі The Lowland (2013) увійшов до короткого списку Букерівської премії 2013 року.

## Премії
- 1993 — Трансатлантична премія від Henfield Foundation
- 1999 — Премія О. Генрі за оповідання «Тлумач недуг»
- 1999 — Премія PEN/Hemingway (найкращий художній дебют року) за «Тлумача недуг»
- 1999 — «Тлумач недуг» обрано одним із найкращих американських оповідань
- 2000 — Премія Аддісона Меткалфа від Американської академії мистецтв і літератури
- 2000 — «Третій і останній континент» обрано одним із найкращих американських оповідань
- 2000 — Найкращий дебют року за версією «Нью-Йоркер» для «Тлумача недуг»
- 2000 — Пулітцерівська премія за художню книгу — за дебют «Тлумач недуг»
- 2000 — M.F.K. Фонду Джеймса Берда. Нагорода Fisher Distinguished Writing Award за «Indian Takeout» у журналі Food & Wine
- 2002 — Грант Ґуґґенгайма
- 2002 — «Nobody's Business» обрано одним із найкращих американських оповідань
- 2008 — Міжнародна премія за коротке оповідання Френка О'Коннора за фільм «Незвична земля»
- 2009 — Азійсько-американська літературна премія за «Незвичну землю»
- 2009 — Премія Грегора фон Реццорі за іноземну художню літературу, перекладену італійською мовою за «Незвичну землю» («Una nuova terra»), переклад Федеріки Оддера (Гуанда)
- 2014 — Премія DSC з літератури Південної Азії за The Lowland[12]
- 2014 — Національна гуманітарна медаль[13]
- 2015 — Премія індійської компанії DSC за літературу країн Південної Азії
- 2017 — Премія Pen/Malamud

## Літературні праці

### Романи
- Тезка. Бостон: Houghton Mifflin. 2003.[14]
- Низина (2013)
- Dove mi trovo (італ.). Мілан: Гуанда. 2018 р. ISBN 978-88-235-2136-0.
- Місцезнаходження. Нью-Йорк: Knopf. 2021. ISBN 978-0-593-31831-7.[15]

### Збірки оповідань
- Тлумач недуг (1999)
- «Тимчасова справа» (раніше опублікована в The New Yorker)
- «When Mr. Pirzada Came to Dine» (раніше опубліковано в The Louisville Review)
- «Тлумач недуг» (раніше опубліковано в Agni Review)
- «Справжній Дурван» (раніше опубліковано в Harvard Review)
- «Sexy» (раніше опубліковано в The New Yorker)
- «Mrs. Sen's» (раніше опубліковано в Salamander)
- «Цей благословенний дім» (раніше опубліковано в Epoch)
- «The Treatment of Bibi Haldar» (раніше опубліковано в Story Quarterly)
- «Третій і останній континент»
- Незвична земля (2008)
- «Незвична земля»
- «Hell-Heaven» (раніше опубліковано в The New Yorker)
- «Вибір житла»
- «Тільки добро»
- «Nobody's Business» (раніше опубліковано в The New Yorker)
- «Once In A Lifetime» (раніше опубліковано в The New Yorker)
- «Кінець року» (раніше опубліковано в The New Yorker)
- «Схід на берег»

«Хема і Каушик»

### Оповідання
- Лахірі, Джумпа (10–17 червня 2013 р.). «Братська любов». The New Yorker. том. 89, вип. 17. С. 70–89.
- Лахірі, Джумпа (29 січня 2018). «Межа». The New Yorker.
- Лахірі, Джумпа (8 лютого 2021 р.). «Відкидання тіні». The New Yorker.

### Поезія
- Il quaderno di Nerina (італ.) (2020)

### Документальна книги
- In altre parole (італ.) (2015) (англійський переклад опубліковано як In Other Words, 2016)
- Il vestito dei libri (італ.) (англійський переклад опубліковано як «Одяг книг», 2016)

Перекладаючи себе та інших (2022)

### Нариси, звіти та інші внески
- The Magic Barrel: Stories (introduction) by Bernard Malamud, Farrar, Straus and Giroux, July 2003.
- «Уроки кулінарії: Довга дорога додому» (6 вересня 2004, The New Yorker)
- Дні Мальгуді (вступ) Р. К. Нараян, Penguin Classics, серпень 2006 р.
- «Род-Айленд» у «Штат за штатом: Панорамний портрет Америки» за редакцією Мета Вейленда та Шона Вілсі, Ecco, 16 вересня 2008 р.
- «Імпровізації: Райс» (23 листопада 2009, The New Yorker)
- «Reflections: Notes from a Literary Apprenticeship» (13 червня 2011, The New Yorker)
- Призупинення часу: Роздуми про Саймона Діннерстайна та Триптих Фулбрайта за редакцією Деніела Слейгера, Milkweed Editions, 14 червня 2011 р.
- Lahiri, Jhumpa (7 грудня 2015). «Навчіть себе італійської». Особиста історія. The New Yorker. том. 91, вип. 39. Переклад з італійської Енн Гольдштейн. С. 30–36.[37]

### Переклади
- Краватки (2017), переклад з італійської «Лаччі» Доменіко Старноне
- Трик (2018), переклад з італійської скерцето Доменіко Старноне
- Довіра (2021), переклад з італійської «Конфіденції» Доменіко Старноне

### Публікації українською мовою
- Ліахірі Джумпа. Кому яке діло: оповідання / Пер. з англійської Світлана Петрова // Всесвіт: журнал іноземної літератури. 2007. № 11-12. С. 50-74.